# Aïcha Saïd
Pour les articles homonymes, voir Saïd.
Aïcha Saïd, née le 25 octobre 2005 à Mayotte, est une footballeuse internationale comorienne évoluant au poste de gardien de but.

## Carrière

### En club
Aïcha Saïd joue de 2015 à 2018 à l'US Amicale Saint-Just avant de rejoindre l'Olympique de Marseille où elle évolue dans les catégories de jeunes ainsi qu'en équipe u19 nationale pendant 5 saisons .
En juillet 2023, elle quitte l'OM pour jouer au Dijon FCO.

### En sélection
Elle est appelée en équipe des Comores pour disputer le Championnat féminin du COSAFA 2022 ; elle joue deux matchs de groupe, contre le Malawi pour une défaite 6-0 et la Tanzanie pour une défaite par 3 buts à 0. Elle dispute le Championnat féminin du COSAFA 2024, jouant deux matchs de groupe contre l'Angola (victoire 3-1) et contre la Zambie (défaite 7-0).